# كارين حسن
كارين حسن (بالإنجليزية: Karen Hassan)‏ هي ممثلة بريطانية، ولدت في 1981 في المملكة المتحدة.

## أعمال

### أفلام
- (2008) جوع[4][5]

## وصلات خارجية
- كارين حسن على موقع IMDb (الإنجليزية)
- كارين حسن على موقع قاعدة بيانات الأفلام العربية
- كارين حسن على موقع ألو سيني (الفرنسية)
- كارين حسن على موقع أول موفي (الإنجليزية)
- كارين حسن على موقع قاعدة بيانات الفيلم (الإنجليزية)
- كارين حسن على موقع كينوبويسك (الروسية)